# Sara Besbesová
Sara Besbesová (* 5. února 1989 Abú Zabí, Spojené arabské emiráty) je tuniská sportovní šermířka, která se specializuje na šerm kordem. Tunisko reprezentuje od druhého desetiletí jednadvacátého století. Sestra Azza Besbesová reprezentuje Tunisko v šermu šavlí. Na olympijských hrách startovala v roce 2012, 2016 v soutěži jednotlivkyň. V soutěži jednotlivkyň se na olympijských hrách 2012 a 2016 probojovala do čtvrtfinále. V roce 2015 obsadila třetí místo na mistrovství světa v soutěži jednotlivkyň.